# Biwa hōshi
Els biwa hōshi (琵琶法師) eren monjos cecs els qui segons les històries viatjaven a través del Japó durant el període Kamakura (1192-1333), recitant en els seus viatges el Cantar d'Heike (Heike Monogatari en japonès). La seva història és comparable a la dels joglars (artistes ambulants que tocaven el llaüt) a l'Europa medieval.

## Història
La història dels biwa hōshi va començar a principis del segle desè. Els monjos cecs van ser respectablement populars durant un període estès, però van encertar la seva popularitat més alta en el període Kamakura. Etimològicament la paraula es va constituir de biwa, llaüt, un instrument semblant a la mandolina, i hōshi, el que vol dir monjo budista en japonès.

## Agrupació
Com els artesans de l'època, els biwa hōshi van establir els seus propis gremis. Els gremis es distingien per estatus i rang. A més d'aquestes distincions, hi havia diferències entre els textos que recitaven (en alguns casos el contingut d'un mateix text va ser canviat per un altre gremi), i per altra banda hi havia diferències entre els drets de cada gremi, així que certes agrupacions no tenien permís per recitar certs textos, sigui o no davant de l'emperador.

## Cultura
Es poden veure varies referències sobre els biwa hōshi en diferents obres, com és el cas del videojoc Ghost of Tsushima.